# Torras

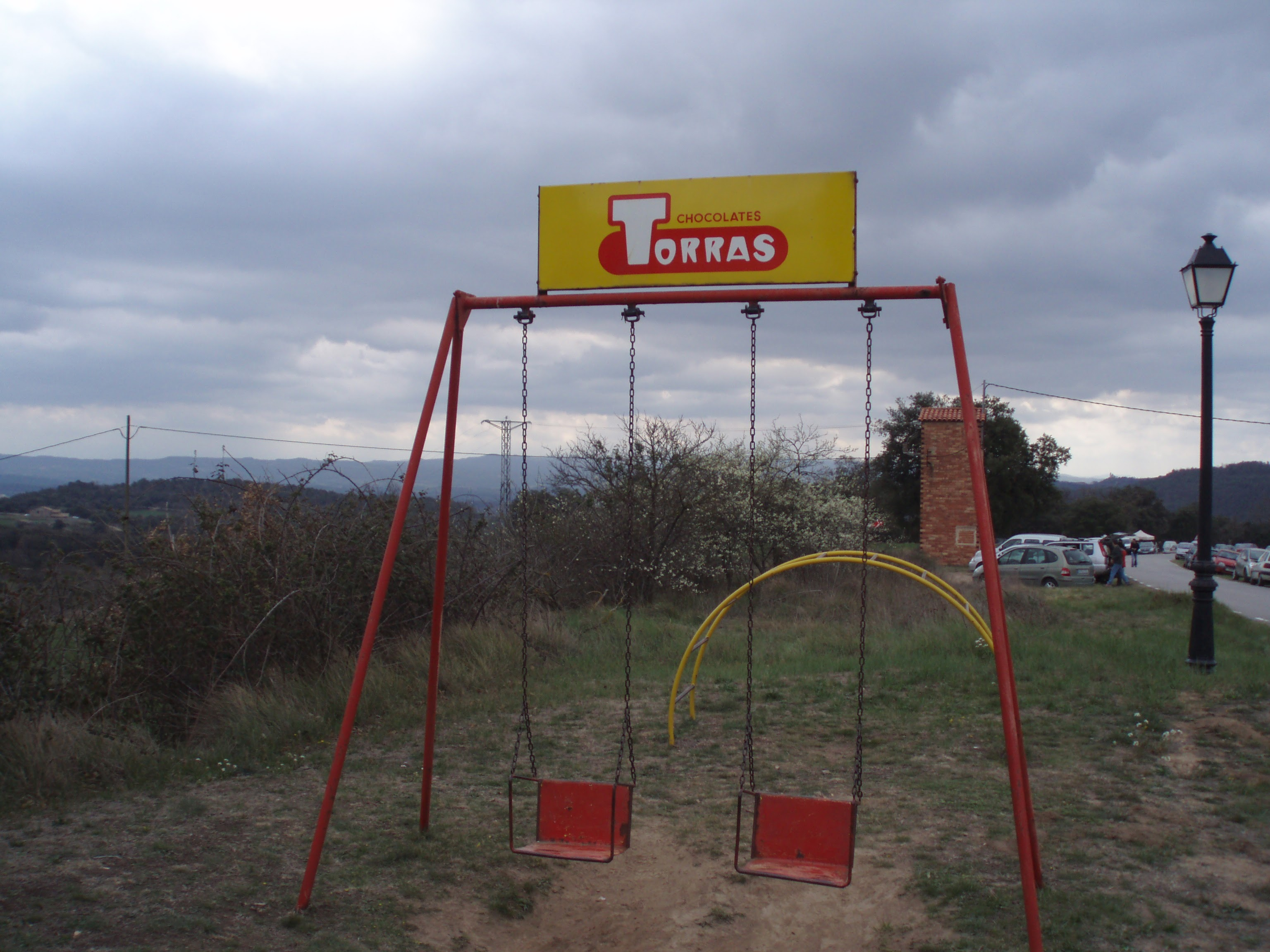
Columpio publicitario de chocolates Torras, en estado original, situado en Llusá (marzo de 2008)

Fundada en 1890, Chocolates Torras es una de las empresas chocolateras más antiguas de España. Con unas instalaciones de 5.000 m2 y una plantilla media de 60 personas, Chocolates Torras es visitada cada año por más de 20.000 personas que tienen así la oportunidad de conocer en vivo el proceso de fabricación de sus chocolates.
Chocolates Torras es pionera en España en comercializar una gama de derivados del cacao sin azúcar. Por otro lado, gracias a un acuerdo de colaboración tecnológica con una empresa belga les ha permitido desarrollar conjuntamente una serie de fórmulas y procesos de fabricación.

## Torras en el mundo
Situada en la provincia de Gerona, a sólo 60 km de la frontera francesa de La Junquera y a 120km del Puerto de Barcelona, su privilegiada situación facilita el acceso a los Mercados Internacionales que representan alrededor del 50 % de su volumen de negocio.
Estar a la  vanguardia en cuanto al desarrollo de nuevos productos, un servicio ágil y flexible y una excelente relación calidad-precio son los tres factores más valorados por los clientes internacionales, lo que les ha permitido consolidar una clara vocación exportadora.
Chocolates Torras se expone en las ferias internacionales de chocolate más importantes que se celebran.